# Stefanie Golla
Stefanie Golla est une ancienne joueuse allemande de volley-ball née le 18 septembre 1985 à Münster. Elle mesure 1,70 m et jouait au poste de libero. 

## Clubs
| Club                  | De        | À         |
| --------------------- | --------- | --------- |
| USC Münster           | 1998-1999 | 2010-2011 |
| Köpenicker SC         | 2011-2012 | 2011-2012 |
| VfB Suhl              | 2012-2013 | 2012-2013 |
| VolleyStars Thüringen | 2013-2014 | 2013-2014 |
| Schweriner SC         | 2014-2015 | 2015-2016 |

## Palmarès
- Championnat d'Allemagne
  - Vainqueur : 2004, 2005.
- Coupe d'Allemagne
  - Vainqueur : 2000, 2004, 2005.
  - Finaliste : 2014.